# Comuna Vesele, Putîvl
Vesele (în ucraineană Веселе) este o comună în raionul Putîvl, regiunea Sumî, Ucraina, formată din satele Șuleșivka și Vesele (reședința).

## Demografie
Componența lingvistică a comunei Vesele
     Rusă (83,8%)
     Ucraineană (15,75%)
     Alte limbi (0,15%)
Conform recensământului din 2001, majoritatea populației comunei Vesele era vorbitoare de rusă (83,8%), existând în minoritate și vorbitori de ucraineană (15,75%).